# Zugersee
Der Zugersee liegt in der Zentralschweiz auf einer Höhe von 413 m ü. M., hat eine Fläche von 38,41 km² und eine maximale Tiefe von 198 m. Mit seiner maximalen Länge von 13,7 km und seiner maximalen Breite von 4,6 km ist er der zehntgrösste See der Schweiz. An seiner engsten Stelle zwischen Chiemen und Lothenbach sind die Ufer ungefähr 1000 m voneinander entfernt. Der Zugersee hat zusammen mit der Seefläche ein Einzugsgebiet von 246 km².
Der Hauptzu- und -abfluss ist die Lorze, die den Zugersee auf einem kurzen Stück im Norden durchfliesst. Sie mündet westlich von Zug in den See und verlässt ihn wieder in 1,5 km Entfernung bei Cham. Der Zugersee wird von der bewaldeten Halbinsel Chiemen in den bergumrahmten und tiefen Obersee im Süden und den flachen und breiten Untersee im Norden geteilt.

## Geographie
Am Nordostufer des Sees liegt die Kantonshauptstadt Zug, im Süden die Schwyzer Gemeinde Arth. Zum grössten Anrainerkanton Zug im Norden gehören 24,32 km² des Sees, dann folgen Schwyz im Süden mit einem Anteil von 11,67 km² und ein kleiner Teil des Kantons Luzern im Westen bei Chiemen mit einem Anteil von 2,42 km² am See. Entsprechend findet sich ein Dreikantonseck in der Seemitte im Süden .
Im Zugersee gibt es zwei Inseln; die Lorzeninsel vor der Mündung der Lorze, die mit Aushubmaterial aus dem neuen Verlauf der Lorze aufgeschüttet wurde, und die nur 200 m² grosse Insel Eiola.

## Wasserbau
Der Zuger Stadtbaumeister Jost Knopfli baute 1640 eine kürzere Verbindungsstrasse zwischen Zug und Cham. Diese verlief in Ufernähe und vermied den Umweg Steinhausen, Birch und Schluecht, war aber bei hohem Wasserstand im Ried jenseits der Kollermühle unbefahrbar. Er wollte deswegen das Bett der Lorze bei ihrem Ausfluss aus dem See in Cham niedriger legen. Doch raffte ihn die Pest dahin. Der Plan indes überlebte, und die Stadt beauftragte ein halbes Jahrhundert später den Enkel Jost Knopflis, Jost Knopfli den Jüngeren, mit der Durchführung der Arbeiten.
Die Arbeiten gestalteten sich ohne moderne Hilfsmittel schwierig. Zunächst entfernte man die alte Staumauer bei der Obermühle, und mit Holz errichtete man ein provisorisches Wehr. Weil der Einsatz von Sprengstoffen damals in Europa noch unbekannt war, standen nur Pickel, Hammer und Meissel zur Verfügung, um Findlinge und eine etwa 100 m lange Felsreihe zu zerkleinern. Ausserdem brannte man an einer Seite dieser Felsen und Steine Feuer an. Das so einseitig erhitzte Gestein besprengte man mit kaltem Wasser, sodass das Gestein durch den Temperaturschock entzweisprang. Die Arbeiten waren mühsam, kamen aber stetig voran. Im Frühsommer 1592 waren 450 m fertiggestellt. Doch dann kam es zur Katastrophe. Zwei Tage Dauerregen liessen den Seespiegel stetig ansteigen, der Wasserdruck gegen das provisorische Wehr erhöhte sich, bis dieses kollabierte und grosse Mengen Wasser sich aus dem See die Lorze hinab ergossen. Die Flutwelle überschwemmte das Kloster Frauenthal, und Güter auf der Maschwander Allmend wurden beschädigt. Es dürfte etwa zehn Tage gedauert haben, bis schätzungsweise 35 Millionen Kubikmeter Hochwasser aus dem See abgelaufen waren. Doch bereits am 8. Juli des Jahres begann Knopfli mit dem Bau eines neuen 135 m langen Wehres dort, wo sich heute die Eisenbahnbrücke im östlichen Bahnhofkopf des Bahnhofs Cham befindet, um die Lorze erneut trockenzulegen. Nachdem auch die verbliebenen 200 m abgetieft waren und die Arbeiten beendet waren, war nicht nur Knopflis Ziel erreicht, die sogenannte «Sumpfstrasse» überschwemmungssicher zu machen, sondern die Absenkung auf 413,5 m legte ausserdem 1,6 Millionen Quadratmeter «Seeland» trocken.
Das rasche Absenken des Seespiegels hatte jedoch auch negative Auswirkungen. Durch die Änderungen der Druckverhältnisse im Boden kam es am See zu mehr als 100 Erdrutschen und Gesteinsabbrüchen. Das folgenschwerste Ereignis in diesem Zusammenhang war das Abrutschen von neun Häusern und einer Fläche von 2000 m² in den See. Dies liess vor allem die Älteren befürchten, es könne erneut zu einer tödlichen Katastrophe kommen, wie es 1435 geschehen war, als etwa ein Viertel der Stadt im See versunken war. Doch beruhigte sich die Situation, und die Rutschungen gingen zurück.
Weitere Absenkungen des Seespiegels wurden in der ersten Hälfte des 17. Jahrhunderts in Etappen vorgenommen. Insgesamt wurde der Seespiegel um zweieinhalb Meter gesenkt.
Heute wird der Wasserstand im Zugersee vor allem durch ein Ende des 19. Jahrhunderts errichtetes, inzwischen denkmalgeschütztes und im Jahr 2000 umfassend saniertes Wehr auf dem Gelände des damaligen Papierwerks in Cham gesteuert, womit der Wasserdurchfluss der Lorze geregelt und so der Wasserstand im See reguliert wird.

## Ökologie

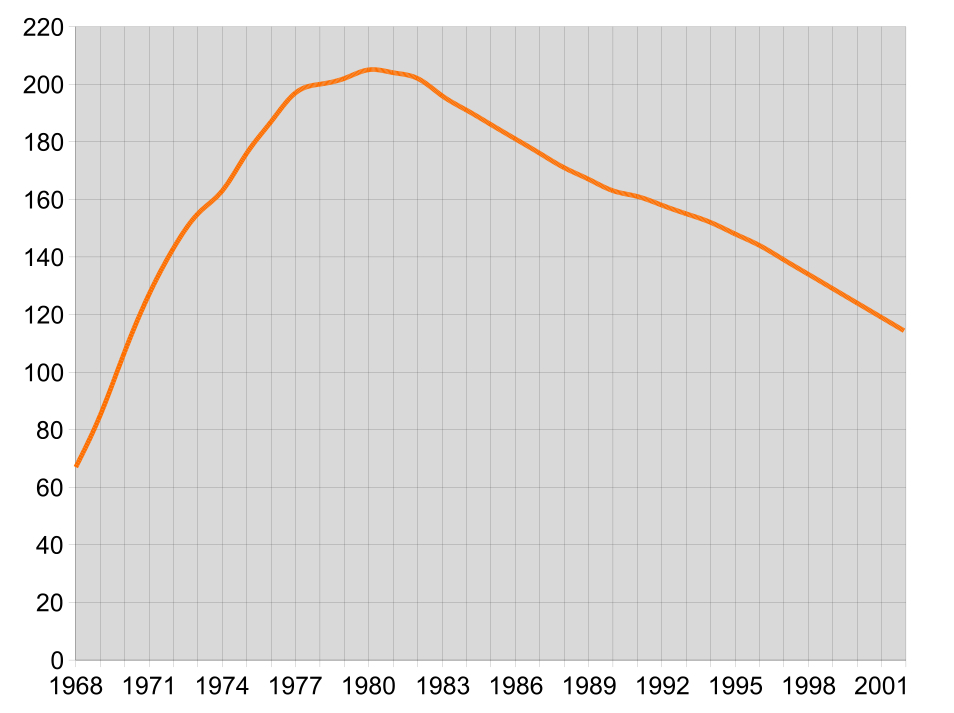
Jahresmittelwerte des Phosphorgehalts im Zugersee in µg/l

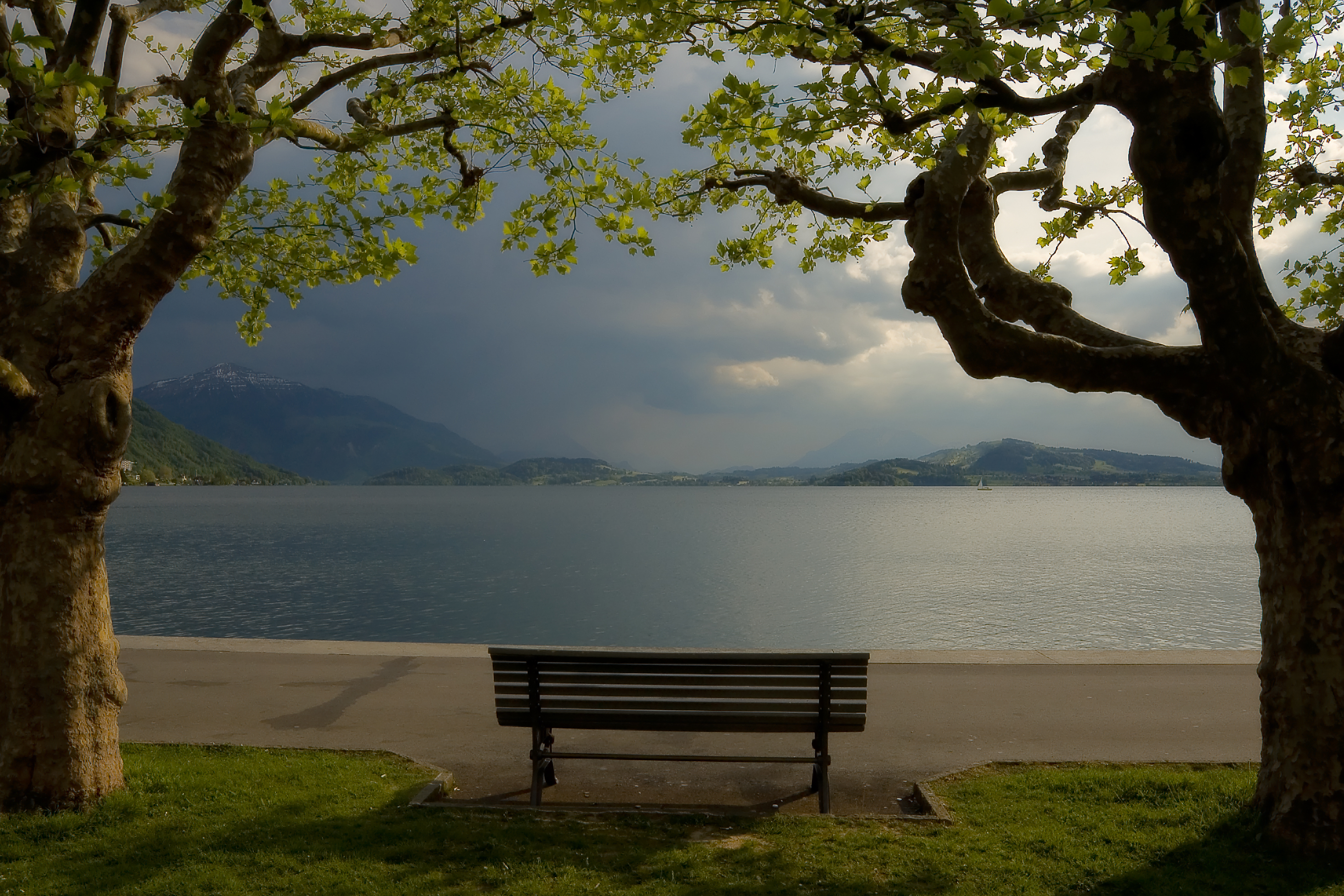
Zugersee mit der Rigi im Hintergrund

Der Zugersee war bis zum Anfang des 20. Jahrhunderts noch oligotroph (nährstoffarm), gehört aber inzwischen aufgrund stark zunehmender Eutrophierung zu den am stärksten belasteten Seen der Schweiz. Noch heute weist er die stärkste Nährstoffbelastung aller Schweizer Seen auf, wenn auch die Wasserqualität sich allmählich besserte. Das übermässig vorhandene Phosphor führt zu starkem Algenwachstum in den oberen Schichten des Sees, die wiederum durch ihren aeroben Abbau nach dem Absterben Sauerstoffmangel im Tiefenwasser verursachen. Aufgrund der überdurchschnittlichen Tiefe im Obersee wird dieser Vorgang noch verstärkt, da dort das Wasser längere Zeit von der Atmosphäre abgeschnitten ist. Hauptgründe für die schlechte Wasserqualität sind heutzutage die lange Verweildauer des Wassers im Becken und die fehlende Durchmischung aufgrund der schlechten Durchflusssituation der Lorze. Das Wasser des 3,18 km³ umfassenden Sees hat deshalb auch eine mittlere Verweildauer von 14,5 Jahren. Früher wurde die Phosphorbelastung hauptsächlich durch die im Waschmittel enthaltenen Phosphate verursacht, die durch das Abwasser ungefiltert in den See gelangten. Zur Verbesserung der Situation beschloss die Stadt Zug 1953 den Bau einer zweistufigen Kläranlage, der 1968 eine dritte Klärstufe folgte, die auch Phosphate aus dem Abwasser herausfilterte. Da die Abwässer der anderen am See liegenden Gemeinden aber weiterhin ungeklärt in den See flossen, wurde 1969 vom Zuger Kantonsrat das Gesetz über die Gewässer (GewG) verabschiedet, das vorsah, die gesamte Kanalisation um den See mit einer Ringleitung zu verbinden und die Abwässer in eine regionale Kläranlage in Schönau unterhalb von Cham zu leiten. Seit ihrer Fertigstellung 1977 klärt die Anlage in Friesencham die Abwässer von 14 Gemeinden. Sie wird getragen vom 1970 gegründeten Gewässerschutzverband Region Zugersee-Küssnachtersee-Ägerisee (GVRZ). Doch durch den vermehrten Einsatz von Düngemitteln (Gülle) in der Landwirtschaft gelangten schon bald wieder grosse Mengen an Phosphor durch Ausschwemmungen in den Zugersee, aufgrund dessen im September 1990 das Gesetz über die Gewässer um neue Richtlinien für die Landwirtschaft erweitert wurde. Ab 2023 gelten für 40 Betriebe rund um den Zugersee strengere Vorschriften, da der Phosphor-Grenzwert des Bundes nach wie vor um etwa das Doppelte überschritten wird. Darüber hinaus gibt es Bestrebungen, eine künstliche Belüftung zu installieren, wie sie z. B. beim Sempacher- und Baldeggersee bereits seit Jahrzehnten eingesetzt werden.

## Flora und Fauna
Im Zugersee gibt es derzeit 32 Fischarten. Von wirtschaftlicher Bedeutung als Speisefische sind davon die Felchen, der Zuger Rötel (eine autochthone Lokalpopulation des Seesaiblings), der Egli (Flussbarsch) sowie der Hecht. Der 1281 erstmals urkundlich erwähnte Rötel diente bis ins Spätmittelalter auch als Zahlungsmittel in der Region. Die stark gesunkenen Fangquoten im Verlauf des 20. Jahrhunderts konnten durch die daraufhin eingeleiteten Massnahmen wieder leicht angehoben werden. Neben den Bestrebungen zur Verbesserung der Wasserqualität werden auch Speisefische in Fischbrutanlagen künstlich aufgezogen und ausgesetzt sowie die natürlichen Laichzonen der Fische gepflegt. Die angrenzenden Kantone Zug, Schwyz und Luzern sind durch das interkantonale Konkordat über die Fischerei im Zugersee vom 1. April 1970 gesetzlich zur nachhaltigen Bewirtschaftung des Zugersees verpflichtet.
Die Uferzone des Zugersees ist zum grössten Teil verbaut. Bei einer Untersuchung 2009 waren ein Viertel der Flachuferabschnitte, mehr als vier Fünftel der mittelsteilen Ufer und ein Drittel der Steiluferabschnitte stark bis sehr stark verbaut. Der grösste Teil des Verbaus ist ein harter Ausbau, oft mit Betonmauern, diese sind etwa dort vorhanden, wo Strassen unmittelbar anschliessen. Ausgedehntere Röhrichtbestände, überwiegend aus Schilfrohr, finden sich nur in Bereichen mit flacher Uferzone, die im Wesentlichen auf das Nordostufer bei Cham beschränkt ist. Auf mehr als der Hälfte der Uferlinie ist der Flachwasserbereich nur 10 bis 25 m breit, hier gibt es nur kleine Relikte von Röhricht. Untergetaucht (submers) lebende Wasserpflanzen sind heute wieder weit verbreitet, etwa 30 bis 50 Prozent der Flachwasserbereiche zeigen dabei einen guten Zustand. Häufige Arten sind Krauses Laichkraut, Raues Hornblatt und Grosses Nixenkraut sowie die Stern-Armleuchteralge. Die erst vor wenigen Jahren neu eingewanderte Art Schmalblättrige Wasserpest hat die früher verbreitete Kanadische Wasserpest weitgehend verdrängt. Nur lokal kam es zu stärkerer Veralgung durch Fadenalgen. Gelegentlich auftretende Massenvermehrungen von Fadenalgen sind vor allem bei Badegästen unerwünscht.

## Quaggamuschel
2024 wurde erstmals die gebietsfremde invasive Quaggamuschel entdeckt.

## Limnologie
Der Zugersee ist als meromiktisches Gewässer Gegenstand vielfältiger limnologischer Untersuchungen. Für die 2019 zunächst im Zugersee, dann auch in Seen Frankreichs, Taiwans und Ostafrikas gefundene Gruppe um den bakteriellen Endosymbionten Candidatus Azoamicus ciliaticola wurde 2021 eine neue Ordnung innerhalb der Gammaproteobacteria mit der provisorischen Bezeichnung eub62A3 group (alias Candidatus Azoamicus group) vorgeschlagen, zusammen mit zwei Untergruppen A (nächst Ca. A. ciliaticola) und B.
Ca. A. ciliaticola lebt endosymbiotisch in Wimpertierchen (Ciliophora) der Klasse Plagiopylea. Er kann Nitrat atmen und zur Energieproduktion verwenden, die er seinem Wirt zur Verfügung stellt.
Obwohl in der Tiefe des Zugersees ganzjährig anoxische Bedingungen herrschen, wurden im See Methan-oxidiernede Bakterien (englisch methane-oxidizing bacteria, MOB) sowohl unter hypoxischen (sauerstoffarmen) als auch anoxischen Bedingungen gefunden, darunter NC10-Bakterien und Methylococcales (Crenothrix-ähnliche Bakterien, d. h. Crenotrichaceae). Diese Bakterien gelten eigentlich als areob, allerdings waren nur letztere in der Lage, unter ganz sauerstofffreien Bedingungen zu gedeihen. Die Bedeutung dieser Bakterien kommt daher, weil sie verhindern, dass Seen noch grössere Mengen des Treibhausgases Methan freisetzen. Sie sind daher angesichts der aktuellen Klimakrise von enormer Bedeutung.

## Schiffländen
Orte mit Schifflände der Personenschifffahrt, von Norden nach Süden, meist von der Zugersee Schifffahrt bedient:
| Name                         | Lage                                      | Seite | Kt. | ⊙                                          | Bild | Anmerkungen       |
| ---------------------------- | ----------------------------------------- | ----- | --- | ------------------------------------------ | ---- | ----------------- |
| Cham (See)                   | Cham                                      | Nord  | ZG  | !508.4635955547.1787395 47.178739 8.463595 | BW   |                   |
| Zug Bahnhofsteg (See)        | Zug, beim Bahnhof Zug (500 m)             | Ost   | ZG  | !508.5133445547.1701565 47.170156 8.513344 | 2014 |                   |
| Zug Landsgemeindeplatz (See) | Zug                                       | Ost   | ZG  | !508.5135635547.1674155 47.167415 8.513563 | 2014 |                   |
| Oberwil bei Zug (See)        | Oberwil bei Zug, beim Bahnhof Zug Oberwil | Ost   | ZG  | !508.5068485547.1490765 47.149076 8.506848 | BW   |                   |
| Buonas (See)                 | Buonas                                    | West  | ZG  | !508.4585175547.1422745 47.142274 8.458517 | 2020 |                   |
| Risch (See)                  | Risch                                     | West  | ZG  | !508.4680595547.1338575 47.133857 8.468059 | 2008 |                   |
| Lotenbach (See)              | Walchwil                                  | Ost   | ZG  | !508.5000335547.1146945 47.114694 8.500033 | BW   | keine Kursschiffe |
| Baumgarten (See)             | Immensee                                  | West  | SZ  | !508.4759215547.1056755 47.105675 8.475921 | BW   |                   |
| Walchwil (See)               | Walchwil                                  | Ost   | ZG  | !508.5125605547.0997835 47.099783 8.51256  | BW   |                   |
| Immensee (See)               | Immensee                                  | West  | SZ  | !508.4641365547.0965965 47.096596 8.464136 | BW   |                   |
| Arth am See (Schiff)         | Arth                                      | Süd   | SZ  | !508.5223055547.0647535 47.064753 8.522305 | BW   |                   |

## Trivia
Eine am 16. März 2019 errichtete Gedenktafel in der Zuger Unteraltstadt erinnert an die Notlandung eines Bombers während des Zweiten Weltkrieges auf dem Zugersee. Dessen Kommandant hatte am 16. März 1944 seine Besatzung nach einer Umkehr vor den Alpen über Baar aus dem beschädigten Flugzeug aussteigen lassen und flog alleine die Landung auf dem See. Eines der neun Besatzungsmitglieder überlebte den Absprung nicht. Das Flugzeug mit dem Namen Lonesome Polecat wurde 1952 aus dem See geborgen, in verschiedenen Schweizer Städten gezeigt und 1972 in St. Moritz verschrottet.